# 브루스 말러
브루스 말러(Bruce Mahler, 1950년 9월 12일 ~ )는 미국의 배우, 각본가, 영화 프로듀서, 영화배우, 텔레비전 배우이다.
뉴욕에서 태어났다.

## 영화
- 무서운 영화 (2000년)
- 퍼펙트 스톰 (2000년)
- 원초적 무기 (1993년)
- 후크 (1991년)
- 사인필드 (1990년)
- 폴리스 아카데미 6 (1989년)
- 폴리스 아카데미 3 - 재훈련 (1986년)
- 폴리스 아카데미 2 - 첫임무 (1985년)
- 폴리스 아카데미 (1984년)
- 13일의 금요일 4 (1984년)